# ウォルワース郡 (サウスダコタ州)
ウォルワース郡（英: Walworth County）は、アメリカ合衆国サウスダコタ州の北部に位置する郡である。2010年国勢調査での人口は5,438人であり、2000年の5,974人から9.0％減少した。郡庁所在地はセルビー市（人口642人）であり、同郡で人口最大の町はモブリッジ（人口3,465人である。郡名はウィスコンシン州ウォルワース郡に因んで名付けられた。

## 地理
アメリカ合衆国国勢調査局に拠れば、郡域全面積は744平方マイル (1,928 km2)であり、このうち陸地は708平方マイル (1,833 km2)、水域は36平方マイル (94 km2)で水域率は4.89％である。

### 主要高規格道路
| - アメリカ国道12号線 - アメリカ国道83号線 - サウスダコタ州道20号線 - サウスダコタ州道47号線 | - サウスダコタ州道130号線 - サウスダコタ州道144号線 - サウスダコタ州道271号線 - サウスダコタ州道1804号線 |

### 隣接する郡
- キャンベル郡 - 北
- エドマンズ郡 - 東
- ポッター郡 - 南
- デューイ郡 - 南西
- コーソン郡 - 北西

## 人口動態
以下は2000年の国勢調査による人口統計データである。
| 基礎データ - 人口: 5,974人 - 世帯数: 2,506 世帯 - 家族数: 1,643 家族 - 人口密度: 3人/km2（8人/mi2） - 住居数: 3,144軒 - 住居密度: 2軒/km2（4軒/mi2） 人種別人口構成 - 白人: 86.58% - アフリカン・アメリカン: 0.03% - ネイティブ・アメリカン: 11.77% - アジア人: 0.15% - 太平洋諸島系: 0.03% - その他の人種: 0.07% - 混血: 1.37% - ヒスパニック・ラテン系: 0.60% 年齢別人口構成 - 18歳未満: 24.1% - 18-24歳: 6.5% - 25-44歳: 22.4% - 45-64歳: 25.0% - 65歳以上: 21.9% - 年齢の中央値:43歳 - 性比（女性100人あたり男性の人口） - 総人口: 94.2 - 18歳以上: 90.3 | 世帯と家族（対世帯数） - 18歳未満の子供がいる: 26.9% - 結婚・同居している夫婦: 53.4% - 未婚・離婚・死別女性が世帯主: 8.9% - 非家族世帯: 34.4% - 単身世帯: 31.4% - 65歳以上の老人1人暮らし: 16.4% - 平均構成人数 - 世帯: 2.31人 - 家族: 2.89人 収入と家計 - 収入の中央値 - 世帯: 27,834米ドル - 家族: 33,654米ドル - 性別 - 男性: 23,284米ドル - 女性: 17,902米ドル - 人口1人あたり収入: 15,492米ドル - 貧困線以下 - 対人口: 18.2% - 対家族数: 14.7% - 18歳未満: 26.0% - 65歳以上: 13.4% |

## 都市と町
- アカスカ
- グレナム
- ジャバ
- ローリー
- モブリッジ
- セルビー - 郡庁所在地
- シトカ

### 郡区
ウォルワース郡は下記2つの未編入領域に分けられている。
- ウェストウォルワース
- イーストウォルワース